# Međimurje

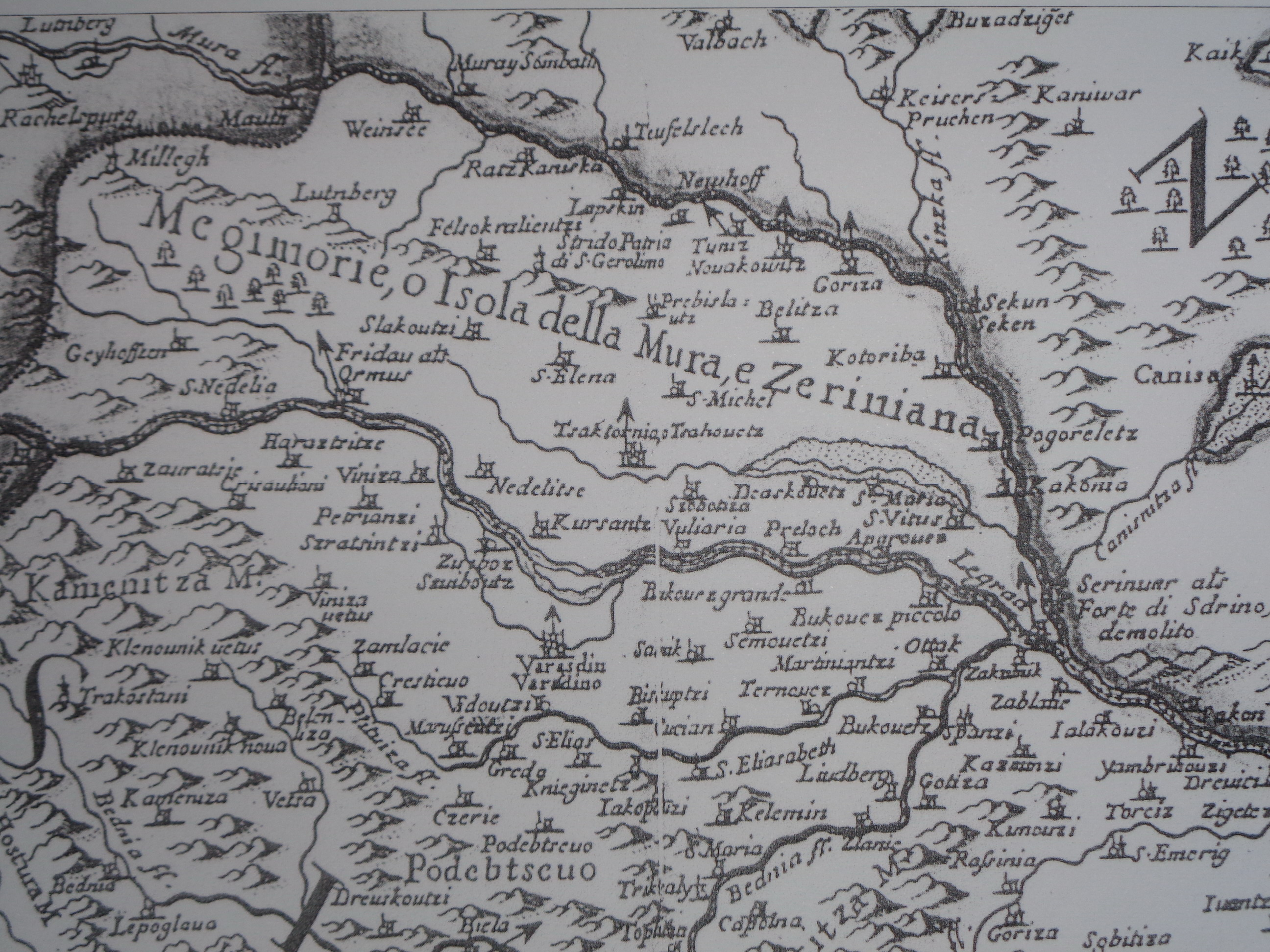
Međimurje (här på en gammal karta från 1690, med floden Mura, som utgör gräns mot Ungern) i den nordligaste delen av Kroatien

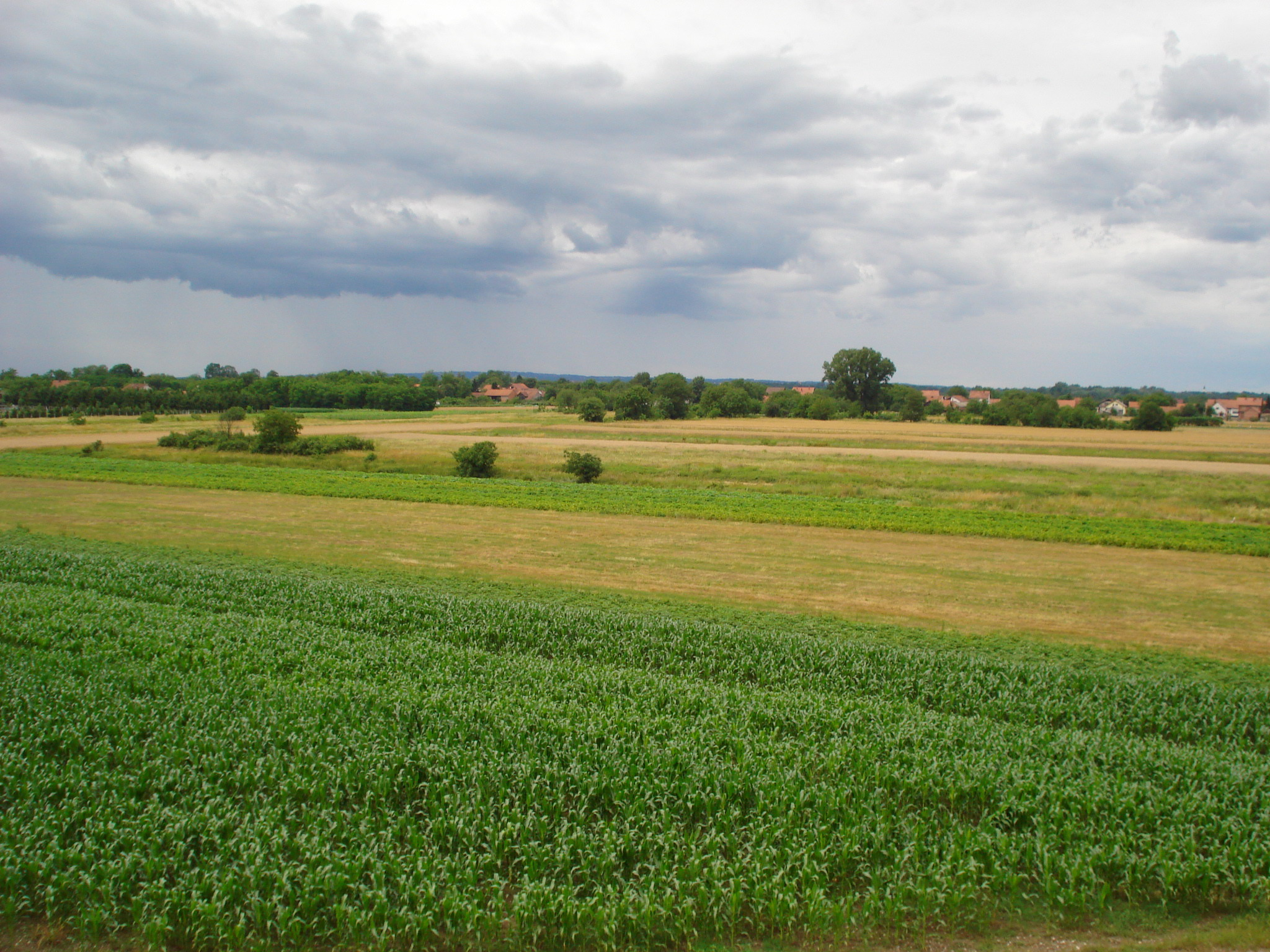
Typiskt landskap i Lägre Međimurje

Međimurje, uttal [medʑǐmuːrje]; ungerska: Muraköz, är en liten historisk region i nordöstra Kroatien. Den gränsar i norr till Ungern och floden Mura, i söder till Zagorje och Drava och i sydost till Podravina. Namnet betyder "landet mellan floden Mura". Största staden är Čakovec som är huvudort i Kroatiens minsta län, Međimurjes län, som upptar samma geografiska yta som den historiska regionen Međimurje. Övriga större orter är Mursko Središće och Prelog.

## Beskrivning
Regionen består av alluvial slätt i den sydöstra delen och Nedre Međimurje, som är alpsluttningarna i den nordvästra delen, och som även kallas Međimurske gorice, Međimurjekullarna. Områdets högsta punkt är Mohokos, en bergskedja vars topp når 344,4 m ö.h. Medan Övre Međimurje är täckt av lundar, ängar, vingårdar och fruktträdgårdar, används Nedre Međimurje till stor del för jordbruk, med odling av spannmål, majs och potatis och även odling av grönsaker.

## Ortnamn
Den kajkaviska toponymen Medžimorje tros ha varit områdets ursprungliga namn. Den härstammar från 600- eller 700-talet, vilket gör den äldre än de latinska toponymerna som först nämndes under feodalismen. Namnet Medžimorje härstammar från den proto-slaviska prepositionen medji och substantivet morje. Det betyder bokstavligen "land omgivet av vatten", dvs. "ö". Međimorje är också ett arkaiskt substantiv som användes på kajkavisk kroatiska, vilket också betyder "ö". Namnen Međimurje (stokavisk kroatiska), Muraköz (ungerska) och Murinsel (tyska) innehåller emellertid flodnamnet Mura (eller Mur). Det tyska namnet Murinsel betyder "ö i Mura". Detta ledde till vissa dilemman i användningen av de kroatiska namnen Međimorje och Međimurje. På kajkavisk kroatiska heter området Medžimurje, eller Medžimorje, och i Prekmurjedialekten är det Medmürje eller Nedžimurje.

## Historia
Genom historien var området bebott sedan yngre stenåldern och bronsåldern. Från det 1:a århundradet kontrollerades det av romarriket och var en del av provinsen Pannoniaen. Under den tidiga medeltiden bosatte sig slaver i regionen, som senare blev en del av Furstendömet Nedre Pannonien, Konungariket Kroatien och Konungariket Ungern. År 1096 grundades stiftet Zagreb och Međimurje blir en del av det. Området ägdes av många mäktiga familjer som Lacković, Celjski, Ernušt, Zrinski, Althann eller Fešte. År 1527 kom Međimurje under Habsburgs styre. Från 1720 var Međimurje officiellt en del av den ungerska provinsen Zala, och förblev därmed en del av Ungern till slutet av första världskriget. 1919 införlivades Međimurje i den nybildade staten Slovenernas, kroaternas och serbernas stat, vilket bekräftades i Trianonfördraget 1920. Från 1991 är regionen en del av Republiken Kroatien.